# Christian Daniel Rauch
Pour les articles homonymes, voir Rauch.
Christian Daniel Rauch né à Bad Arolsen le 2 janvier 1777 et mort à Dresde le 3 décembre 1857 est un sculpteur allemand.
Élève de Johann Gottfried Schadow, il appartient à l'école de sculpture de Berlin dont il renouvela le style.

## Biographie
Né à Arolsen (principauté de Waldeck-Pyrmont) le 2 janvier 1777, Christian Daniel Rauch se fixe de bonne heure à Berlin. Il élève dans cette ville le monument de la reine Louise et celui de Frédéric II, son chef-d'œuvre. Il exécute également pour diverses villes de l'Allemagne de nombreux monuments, dont ceux du général Blucher à Breslau, du roi Maximilien à Munich (moule de Johann Baptist Stiglmaier), le Monument à Albert Dürer à Nuremberg, le Monument à Kant à Koenigsberg, le Monument à Mieszko et Bolesław Chrobry, rois de Pologne, à Poznań, et six Victoires colossales pour le Walhalla à Donaustauf. 
Professeur à l'Académie des arts de Berlin et élu membre de celle-ci en 1811, il est élu membre associé de l'Institut de France. Il compte Albert Wolff, Carl Steinhäuser et Julius Troschel parmi ses élèves.
Il meurt à Dresde le 3 décembre 1857.

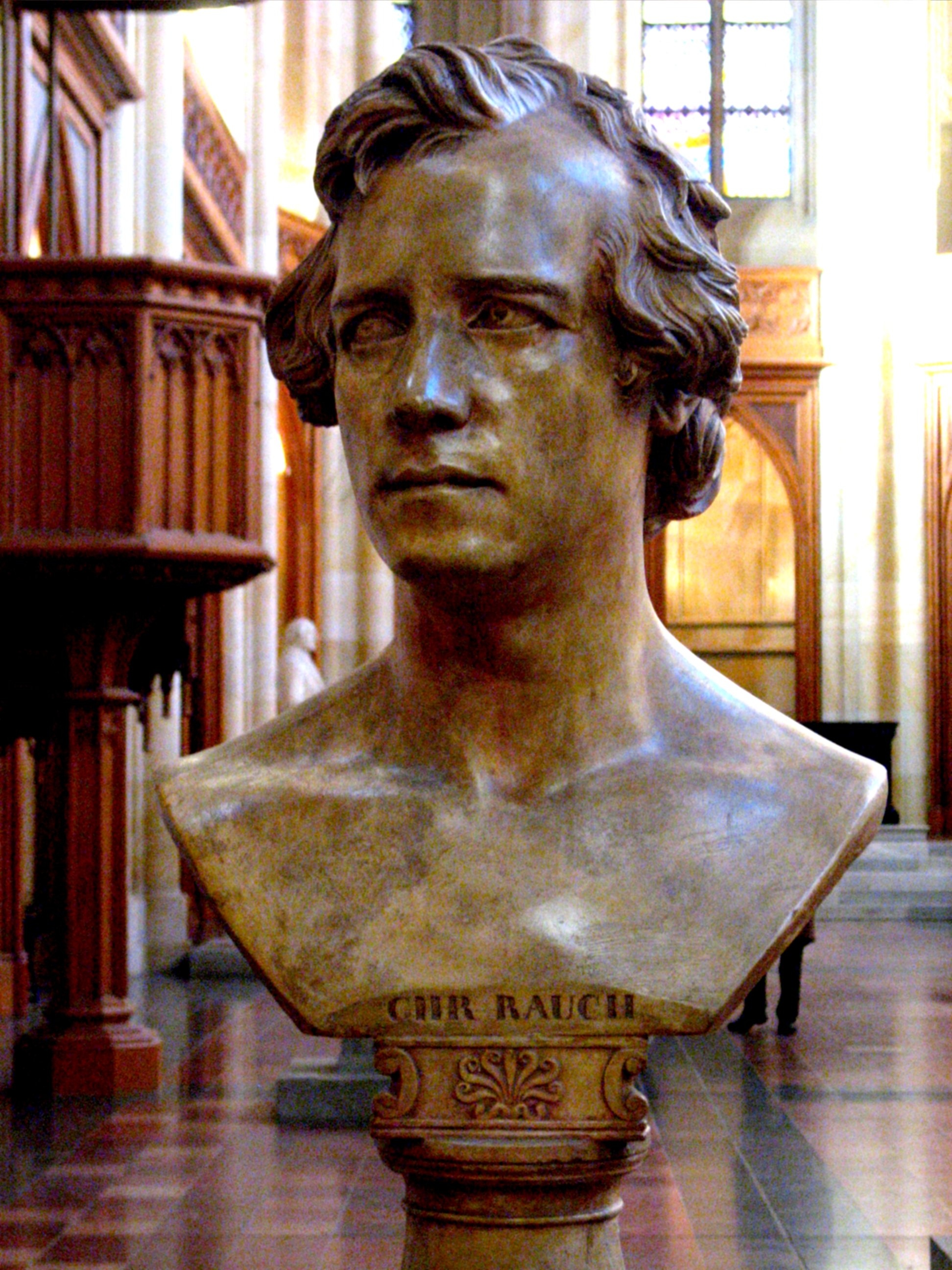
Christian Daniel Rauch, Autoportrait (1828), Berlin, église de Friedrichswerder.
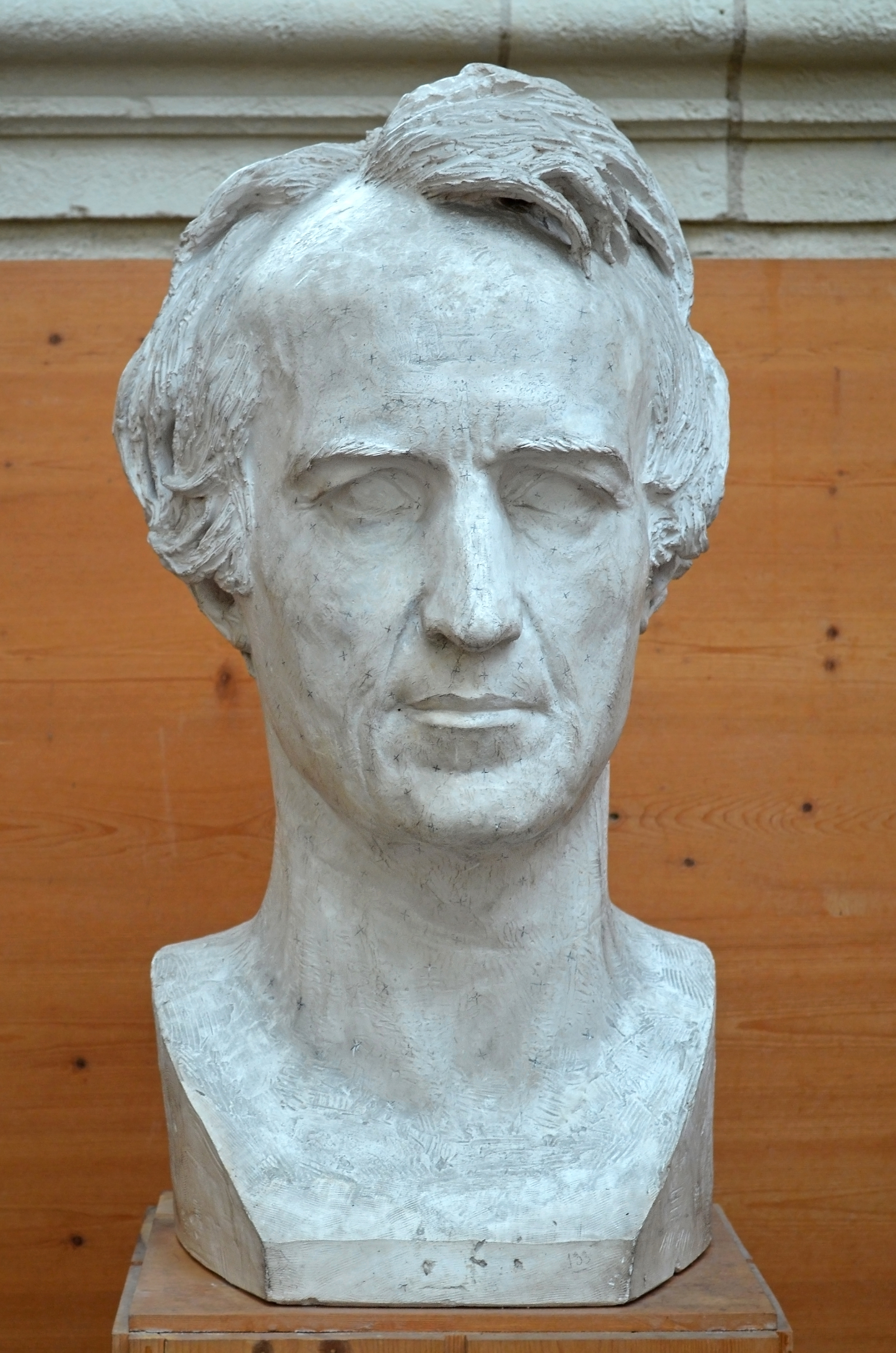
David d'Angers, Buste de Christian Daniel Rauch (1834), Angers, galerie David d'Angers.
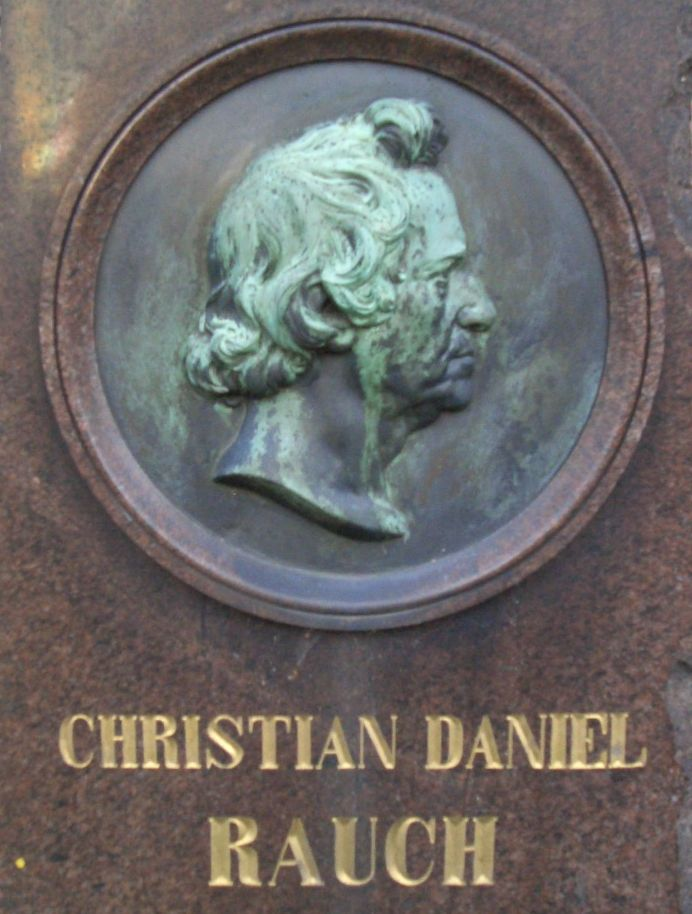
Albert Wolff, Christian Daniel Rauch, médaillon ornant sa tombe, Berlin, cimetière de Dorotheenstadt.

## Collections publiques
Belgique
- Parc de Bruxelles : buste de Pierre le Grand[2]

Estonie
- Tarvastu, manoir de Kerstenhof : Lion d'Anrep.

France
- Paris, musée de la Vie romantique :
  - Goethe, 1820, buste en bronze ;
  - Goethe en robe de chambre, 1828, plâtre.

Œuvres de Christian Daniel Rauch
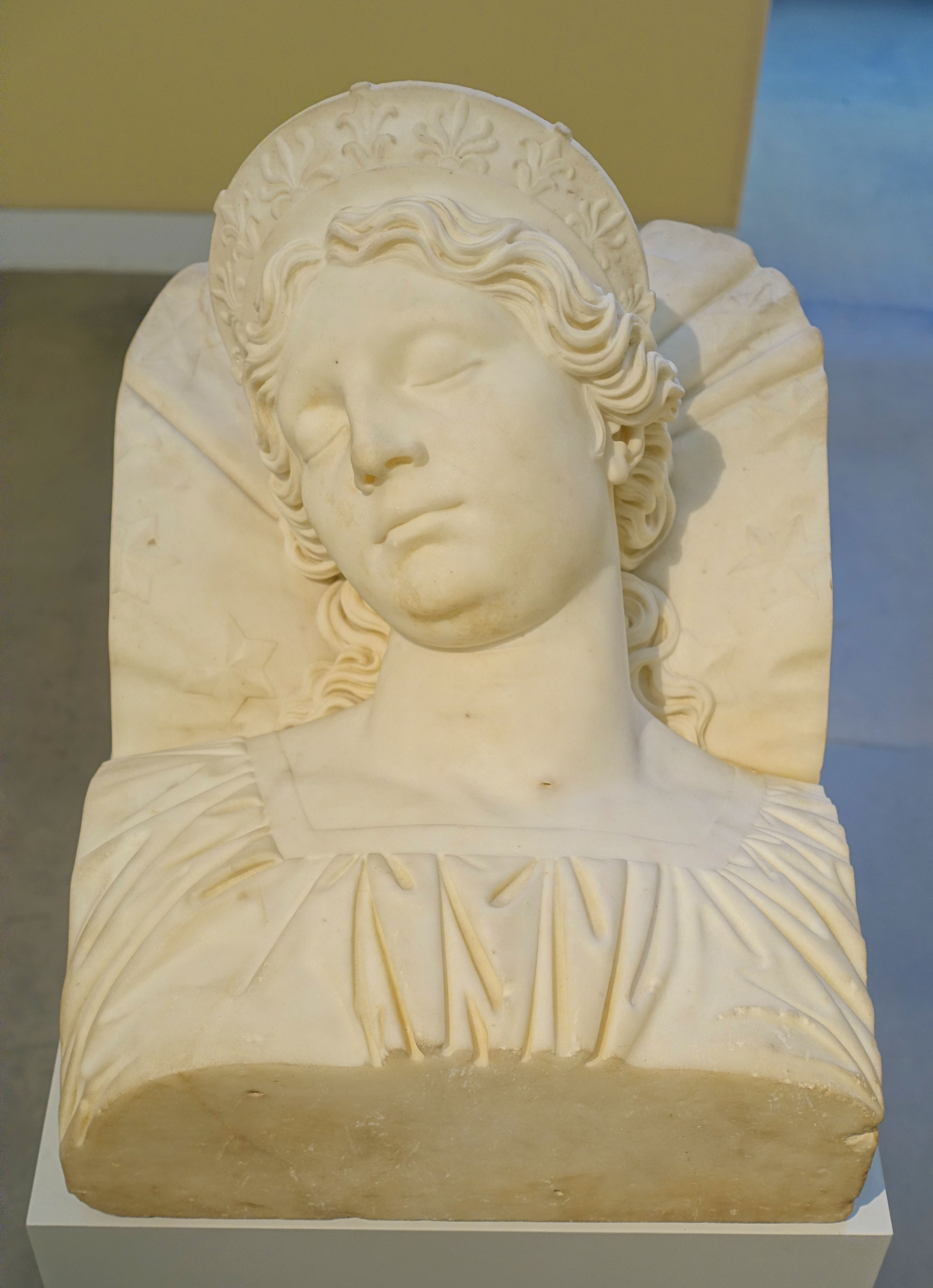
Buste de la reine Louise endormie (1817), Nuremberg, Germanisches Nationalmuseum.
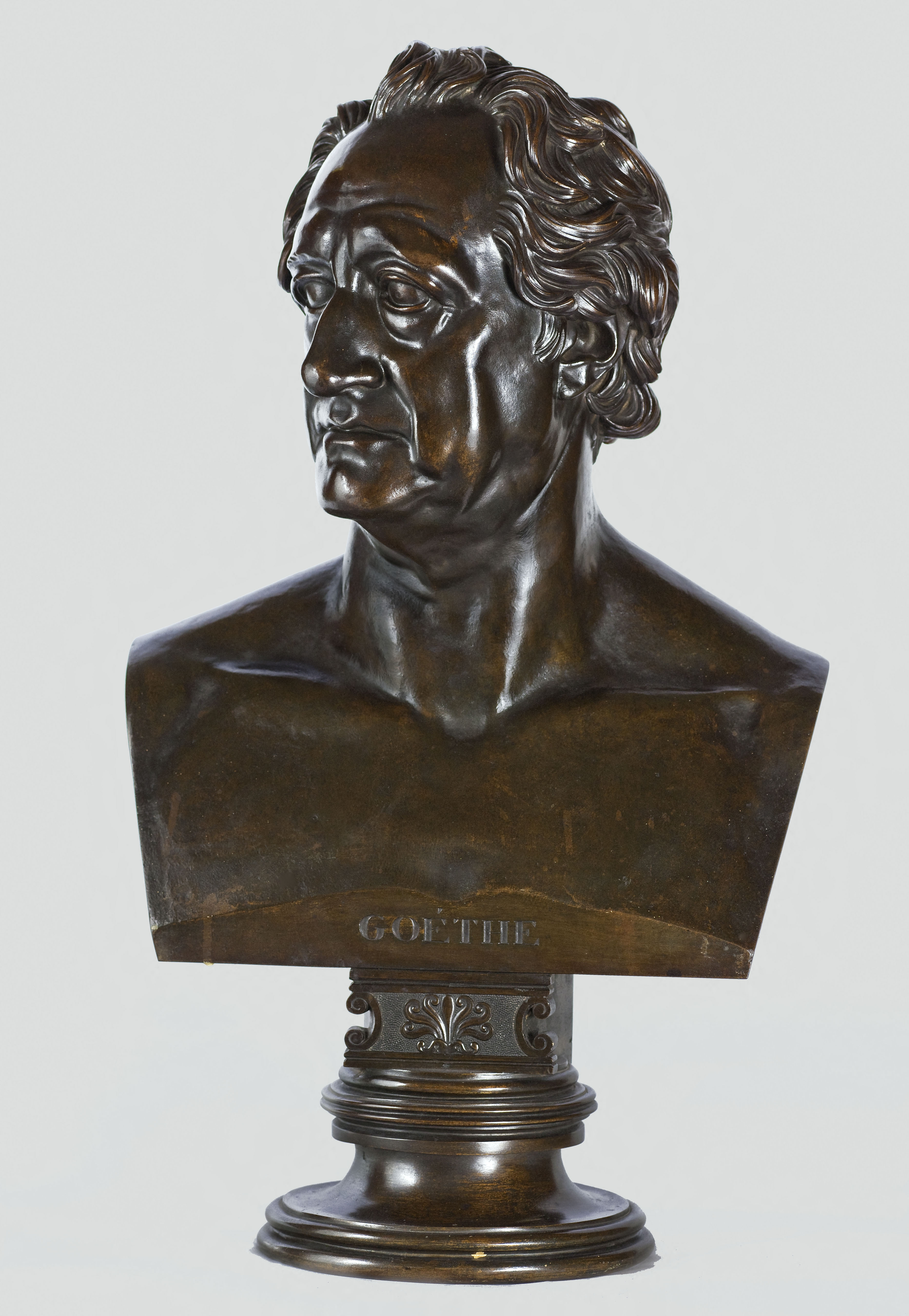
Goethe (1820), Paris, musée de la Vie romantique
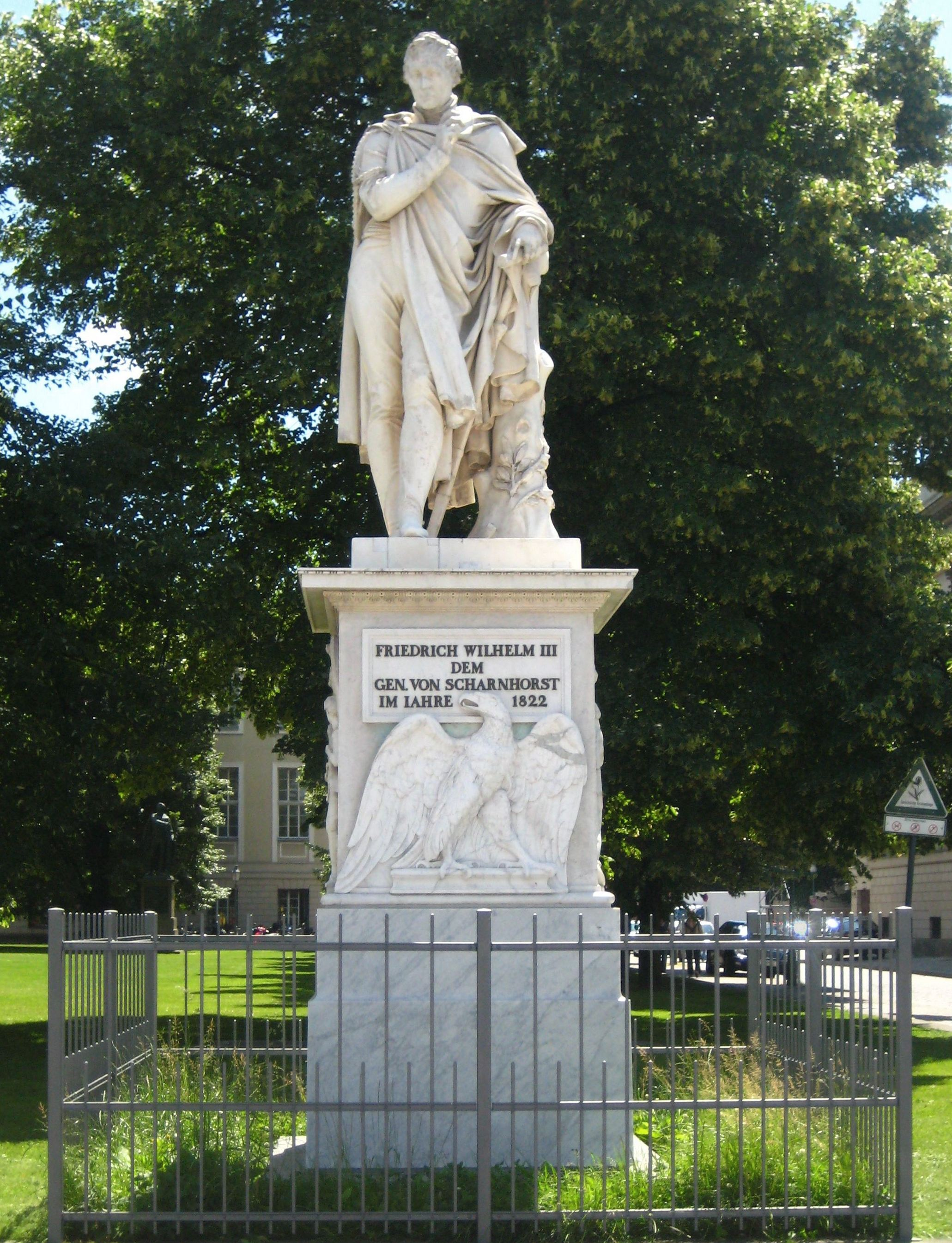
Monument au général Gerhard von Scharnhorst (1822), Berlin.
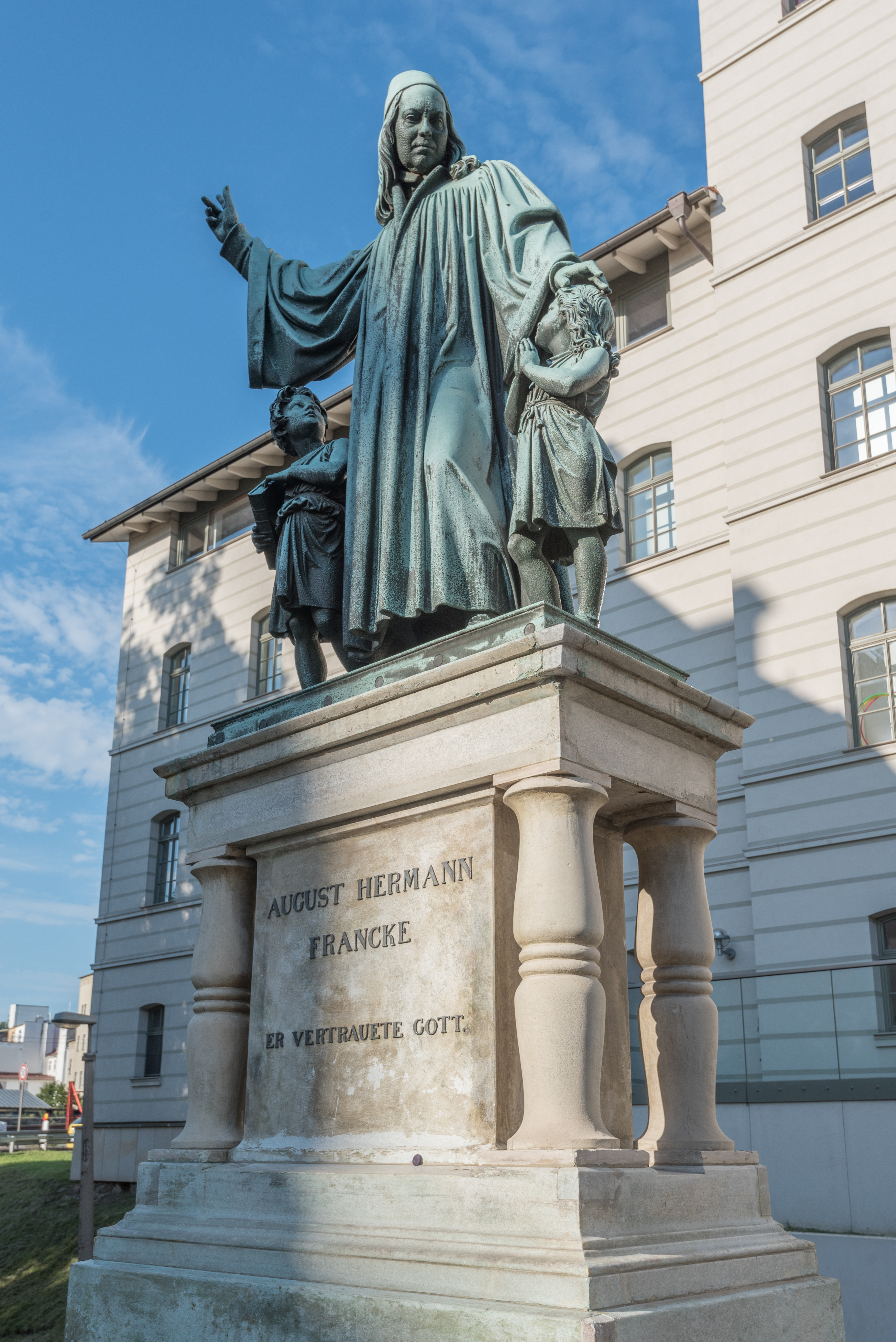
Monument à Francke (1829), Halle-sur-Saale.
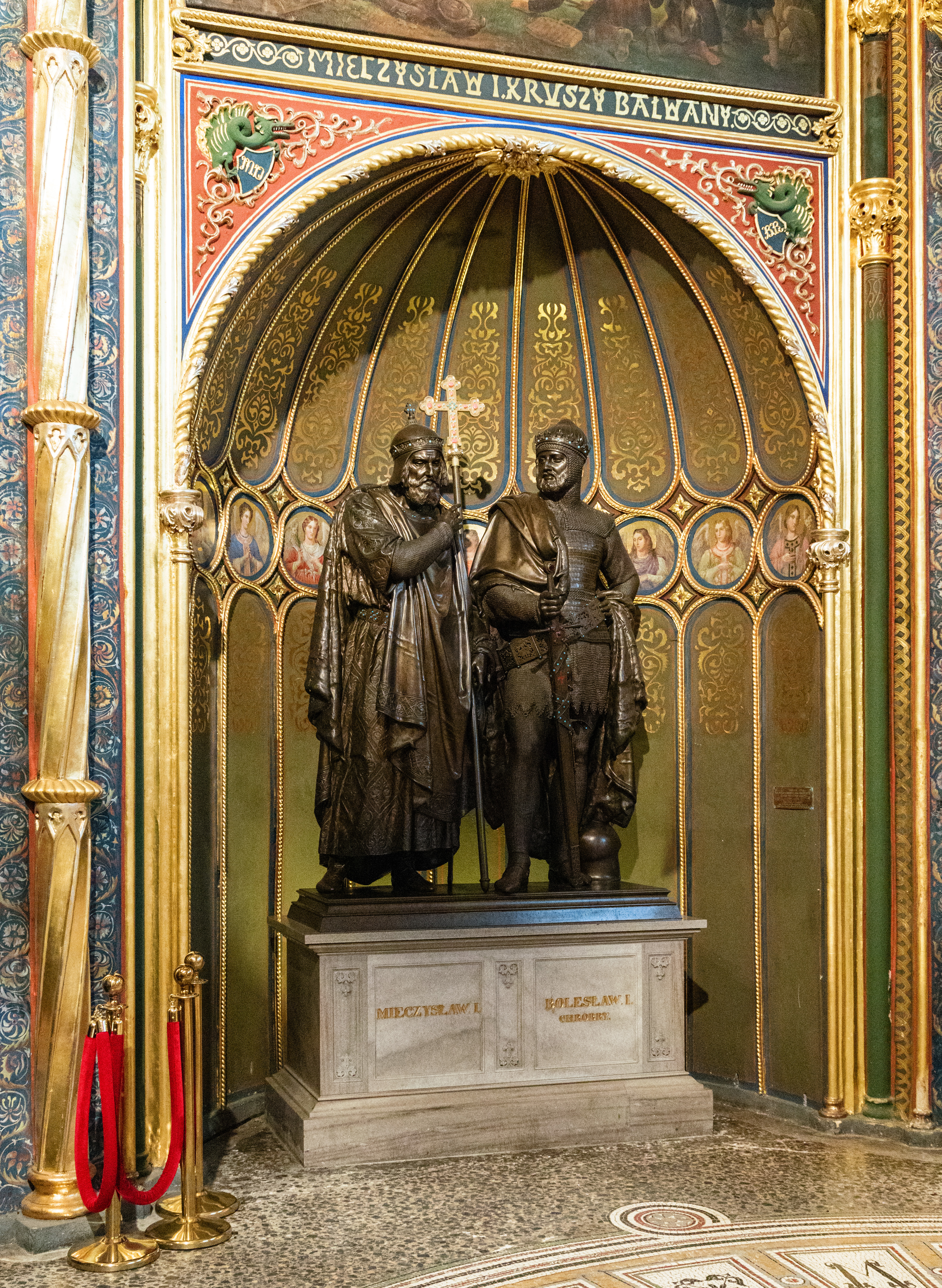
Monument à Mieszko et Bolesław Chrobry (1841), Poznań, basilique-archicathédrale Saints-Pierre-et-Paul.
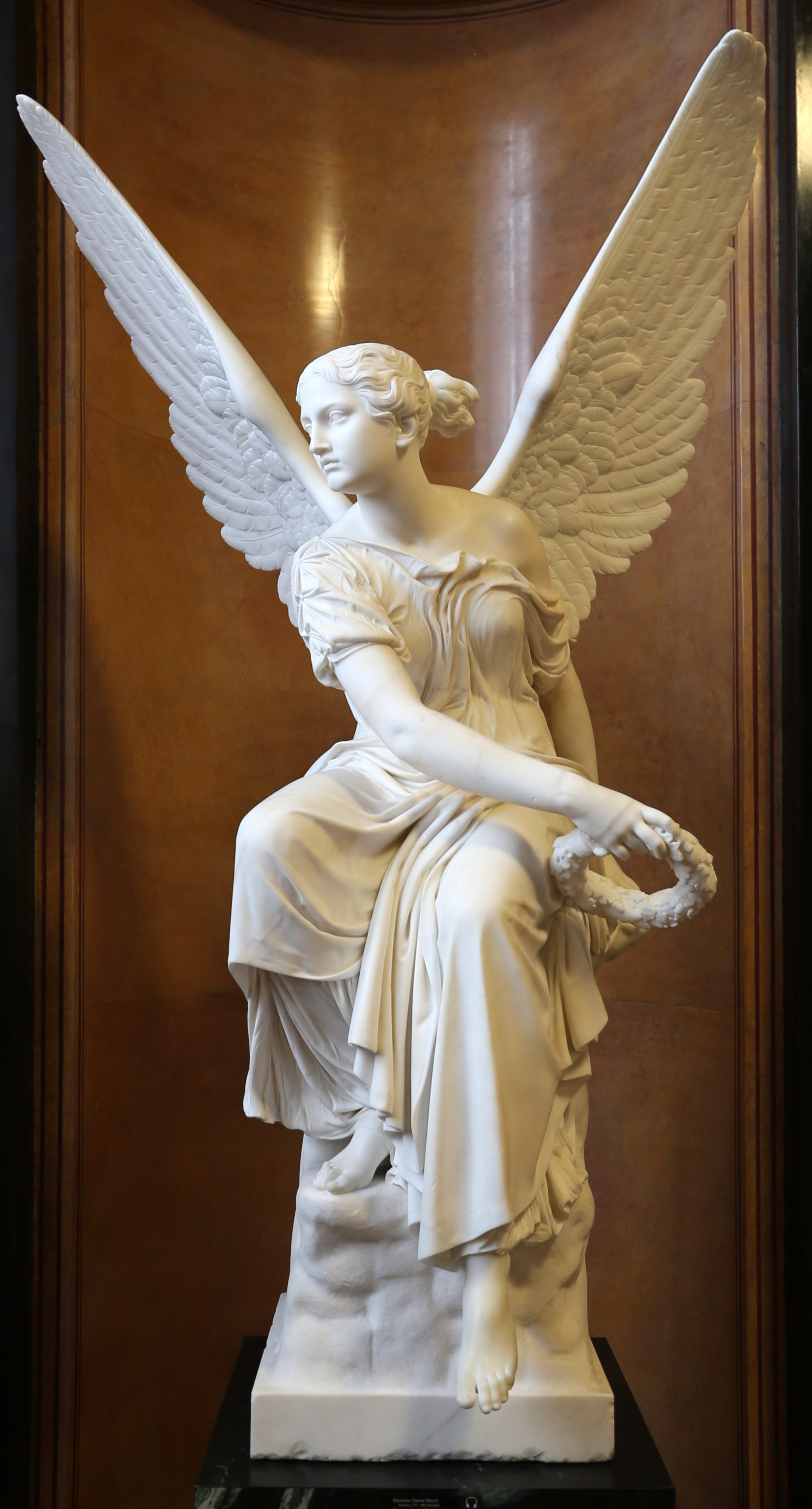
Victoire (1845), Berlin, Alte Nationalgalerie.